# Крнка (пушка)
Крнка модел 1867 (енгл. M1867 Russian Krnka), руска спорометна пушка острагуша из 19. века.

## Карактеристике
Крнка је била спорометна пушка острагуша руске производње, која је била део наоружања руске, српске и црногорске војске. Крнка је била изолучена острагуша са 4 жлеба у цеви и оригиналним попречним затварачем, која се морала пунити након сваког пуцња.
Ове пушке имале су затварач у облику поклопца (шарнира), који се окреће око осовине која је паралелна оси цеви, и налази се са њене леве стране. Ударна игла и опруга су у телу затварача, а опаљивање је орозом. Због тешкоћа око извлачења и избацивања празне чауре, ти затварачи нису нашли ширу примену, а ове пушке су се у пракси показале као споре и склоне заглављивању.

## У Србији и Црној Гори
Приликом модернизације наоружања српске војске у периоду 1867-1870, Кне̟жевина Србија је купила 300 руских крнки М.1869. Испитивањем је закључено да су слабог квалитета, па су употребљене за наоружање жандармерије, док је су за опремање војске усвојене пушке острагуше система Грин модел 1867 и Пибоди модел 1870. Србија је у ратовима 1876-1878. од Турака заробила већи број ових пушака (које су ови запленили Русима). Министарство војно Кнежевине Србије је 1. марта 1879. објавило ценовник заплењеног и војничког оружја, по коме је крнка вредела свега 25 динара, отприлике колико и гриновача, а нешто мање од српске пибодуше.
За то време, Књажевина Црна Гора је 1869. у Бечу набавила 2.500 крнки од руске новчане помоћи, а 1874. још 4.500 комада, док је у исто време домаћа радионица у Ријеци Црнојевића успела да преправи 200 аустријских карабина капислара у острагуше Крнкиног система.